# Характер представлення групи
В теорії груп  характером представлення групи називають функцію від елементів групи, значення якої для кожного елемента групи дорівнює сліду відповідної матриці.
Характер подає важливу інформацію про представлення у досить компактній формі і тому можуть бути використані для вивчення її структури. Теорія характерів є важливим інструментом у класифікації простих скінченних груп.

## Визначення
Нехай V — скінченновимірний векторний простір над полем F і нехай ρ: G → GL (V) — представлення групи G на V. Характером представлення ρ називається функція χ  ρ :G →F, визначена так:
{\displaystyle \chi _{\rho }(g)=\mathrm {Tr} (\rho (g))\,}
де {\displaystyle \mathrm {Tr} } — слід матриці.
Характер χ ρ називається незвідним, якщо ρ є незвідним представленням.  Ядром характера χ ρ називається множина:
{\displaystyle \ker \chi _{\rho }:=\left\lbrace g\in G\mid \chi _{\rho }(g)=\chi _{\rho }(1)\right\rbrace }
де χ  ρ  (1) — значення χ  ρ  на одиничному елементі групи. Якщо ρ є представленням групи G розмірності k і 1 є одиницею групи G, то
{\displaystyle \chi _{\rho }(1)=\operatorname {Tr} (\rho (1))=\operatorname {Tr} {\begin{bmatrix}1&&0\\&\ddots &\\0&&1\end{bmatrix}}=\sum _{i=1}^{k}1=k=\dim \rho .}

## Властивості
- Значення характера є незмінними на усіх елементах довільного класу суміжності групи.
- Ізоморфні представлення  мають однакові характери. Над полем характеристики 0, представлення є ізоморфні, якщо і тільки якщо вони мають той же характер.
- Якщо характер скінченної групи G розглядати на деякій підгрупі H, то результат буде характером H.
- Кожне значення характера {\displaystyle \chi (g)} є сумою n коренів з одиниці степеня m, де n є розмірністю векторного простору представлення з характером χ і m — порядок елемента g. Зокрема, коли F є полем комплексних чисел, кожне таке значення характера є алгебраїчним числом.
- Якщо F є полем комплексних чисел, і {\displaystyle \chi } є незвідним, то {\displaystyle [G:C_{G}(x)]{\frac {\chi (x)}{\chi (1)}}} є цілим алгебраїчним числом для кожного x в G.
- Якщо поле F є алгебраїчно замкнутим та  Char (F) не ділить | G |, то кількість незвідних характерівGрівна кількості  класів суміжності групи G. Крім того, у цьому випадку степені незвідних характерів є дільниками порядку групи G.

### Арифметичні властивості
Нехай ρ і σ — представлення групи G. Тоді виконуються такі тотожності:
{\displaystyle \chi _{\rho \oplus \sigma }=\chi _{\rho }+\chi _{\sigma }}
{\displaystyle \chi _{\rho \otimes \sigma }=\chi _{\rho }\cdot \chi _{\sigma }}
{\displaystyle \chi _{\rho ^{*}}={\overline {\chi _{\rho }}}}
{\displaystyle \chi _{{\scriptscriptstyle {\rm {{Alt}^{2}}}}\rho }(g)={\frac {1}{2}}\left[\left(\chi _{\rho }(g)\right)^{2}-\chi _{\rho }(g^{2})\right]}
{\displaystyle \chi _{{\scriptscriptstyle {\rm {{Sym}^{2}}}}\rho }(g)={\frac {1}{2}}\left[\left(\chi _{\rho }(g)\right)^{2}+\chi _{\rho }(g^{2})\right]}
де {\displaystyle \rho \oplus \sigma } є прямою сумою, {\displaystyle \rho \otimes \sigma } є тензорним добутком, {\displaystyle \rho ^{*}\ } позначає спряжене транспонування від ρ, Alt2 (ρ) = {\displaystyle \rho \wedge \rho }  і 
{\displaystyle \rho \otimes \rho =\left(\rho \wedge \rho \right)\oplus {\textrm {Sym}}^{2}\rho }.

## Таблиці характерів
Усі незвідні характери можна подати за допомогою таблиці характерів, що містить багато корисної інформації про групу G в компактній формі. Кожен рядок, помічається деяким незвідним характером і в рядку записуються значення цього характеру для елементів класів суміжності G. 
Стовпці таблиці помічаються представниками класів суміжності G. Перший рядок  зазвичай відповідає тривіальному характеру, а перший стовпець є класом суміжності одиниці. Елементами першого стовпця є значення незвідних характерів на одиниці, тобто розмірності характерів. Характери степеня 1 відомі як лінійні характери.
Нижче подана таблиця характерів циклічної групі з трьома елементами і генеруючим елементом  U {\displaystyle C_{3}=\langle u\mid u^{3}=1\rangle }:
|    | (1) | (u) | (u2) |
| 1  | 1   | 1   | 1    |
| χ1 | 1   | ω   | ω2   |
| χ2 | 1   | ω2  | ω    |

де ω є примітивним кубічним коренем з одиниці.
Таблиці характерів завжди є квадратними, тому що число незвідних неізоморфних представлень дорівнює кількості класів суміжності. У першому рядку таблиці характерів стоять одиничні елементи, і він відповідає тривіальному представленню (1-вимірне представлення, що кожному елементу групи ставить у відповідність матрицю 1 × 1, з елементом 1).

### Співвідношення ортогональності
На просторі комплекснозначних, незмінних на класах суміжності функцій скінченної групи G можна задати наступний скалярний добуток:
{\displaystyle \left\langle \alpha ,\beta \right\rangle :={\frac {1}{\left|G\right|}}\sum _{g\in G}\alpha (g){\overline {\beta (g)}}}
де  {\displaystyle {\overline {\beta (g)}}} означає комплексно-спряжене значення {\displaystyle \beta } на G. Відносно цього скалярного добутку, незвідні характери утворюють ортонормований базис
в просторі функцій незмінних на класах суміжності, і це дає співвідношення ортогональності для рядків характерів
таблицею:
{\displaystyle \left\langle \chi _{i},\chi _{j}\right\rangle ={\begin{cases}0&{\mbox{ if }}i\neq j,\\1&{\mbox{ if }}i=j.\end{cases}}}
Для {\displaystyle g,h\in G} співвідношення ортогональності для стовпців, виглядає таким чином:
{\displaystyle \sum _{\chi _{i}}\chi _{i}(g){\overline {\chi _{i}(h)}}={\begin{cases}\left|C_{G}(g)\right|,&{\mbox{ if }}g,h{\mbox{ are conjugate }}\\0&{\mbox{ otherwise.}}\end{cases}}}
де сума береться по всіх незвідних характерах {\displaystyle \chi _{i}} із G і символ {\displaystyle \left|C_{G}(g)\right|} позначає порядок централізаторів {\displaystyle g}.

### Властивості таблиць характерів
Деякі властивості групи G можуть бути виведені з її таблиці характерів:
- Порядок G рівний сумі квадратів елементів першого стовпця (степенів незвідних характерів). Більш загально сума квадратів абсолютних значень елементів в будь-якому стовпці рівна порядку централізатора елементів відповідного класу сумужності.
- Всі нормальні підгрупи G можуть бути визначені за допомогою таблиць характерів. Ядро харкактеру χ  це множина елементів G, для яких χ (G) = χ (1); Ядро є нормальною підгрупою групи G. Кожна нормальна підгрупа G є перетином ядер деяких незвідних характерів G.
- Комутант групи G є перетином ядер лінійних характерів G. Зокрема, група G є абелевою , якщо і тільки якщо всі її незвідні характери є лінійними.

Таблиці характерів в загальному не визначають групу з  точністю до ізоморфізму: наприклад, група кватерніонів Q і діедральна група з 8 елементів (D 4 ) мають однакові таблиці характерів.